# Список вождей острова Кауаи
Остров Кауаи был центром одного из 4-х догосударственных образований существовавших на Гавайских островах до объединения их в одно королевство в 1821 г. Правили им верховные вожди, власть которых наследовалась от отца к сыну.

## Династия Моикеха
- 1. Моикеха (на Оаху и Кауаи ок. 1250)
- 2. Хаулануи-аиакеа (на Кауаи)

## Династия Лаамикаики
- 3. Лаамаикахики (ок. 1300)
- 4. Аукини-а-лаа
- 5. Камаано
- 6. Луануу
- 7. Кукона
- 8. Манокаланипо
- 9. Каумакамано
- 10. Кахакуакане
- 11. Кувалу-пау-камоку
- 12. Кахакумака-павео
- 13. Каланикукума
- 14. Кахакумака-лина
- 15. Камакапу
- 16. Кавело-маха-махаиа
- 17. Кавело-макуалуа
- 18. Кавело-аиканака
- 19. Кавело-а-маихуналии (узурпатор ок. 1640—1650)

В период с ок. 1650 г. по 1730 г. остров был присоединен к догосударственному образованию Оаху и управлялся его правителями.
- 20. Пелеиохолани (1730—1770, на Оаху с 1738).
- 21. Камакахелеи, дочь (1770—1795).
- 22. Каумуалии (1795—1821, факт. до 1806).